# Полное дыхание
«Полное дыхание» — художественный фильм Валерия Пендраковского, снятый в 2006 году. В России фильм вышел на экраны 2 августа 2007 года.

## Сюжет
Ирина, преуспевающая женщина примерно сорока лет, влюблена в мужчину по имени Костя, который значительно моложе её. Вдвоём они уезжают из Москвы в заброшенный рыбацкий посёлок в Крыму, на берегу Керченского пролива. Здесь у Кости вспыхивает внезапная страсть к девушке Кате, с которой он познакомился ещё в детстве, когда был в посёлке на отдыхе. А за Катей безуспешно ухаживает Степан — мужчина с российского берега, который помогает выжить ей и её тётке, бывшей бригадирше местного рыбзавода.
Узнав о романе своего возлюбленного с Катей, Ирина решает «отпустить» влюблённых в небольшое совместное путешествие, полагая, что, получив свободу, Костик быстро пресытится провинциальными страстями и вернётся обратно. В это время Катин ухажёр Степан уговаривает Ирину обратиться за помощью к местной колдунье. События начинают развиваться драматическим образом.

## В ролях
| Актёр             | Роль      |
| ----------------- | --------- |
| Татьяна Лютаева   | Ирина     |
| Дмитрий Исаев     | Костя     |
| Екатерина Вилкова | Катя      |
| Игорь Лифанов     | Степан    |
| Наталья Егорова   | тётя Кати |

## Съёмки и прокат
Фильм снимался в Крыму, на базе Ялтинской киностудии. Натуру снимали в крымском поселке Глейки, у которого были построены декорации рыбацкой деревни; «дом ведьмы» «одолжили» у местных жителей; сцену празднования Первомая снимали у Дома культуры посёлка Маячный под Керчью.

Мы снимали фильм о любви и о Крыме — не том, что красуется на рекламных буклетах, а будничном. Полное дыхание — это желание героев вдохнуть полной грудью, погрузиться в мир чувств— режиссёр фильма Валерий Пендраковский
Заявленный бюджет картины 2 000 000 $. Российская премьера состоялась 2 августа 2007, прокатчик «Московское Кино», прокатное удостоверение 111002607. Возрастная категория картины из-за наличия постельных сцен 16+ в кинобазах, в прокатном удостоверении указана как 14+. Картина провалилась в прокате. Сборы в российском прокате составили всего $18 500.

## Признание
Приз Татьяне Лютаевой за главную женскую роль на МКФ в Каире в 2007 году, главный приз на фестивале «Любить человека» в Челябинске в 2007. Призы за лучшую женскую роль Наталье Егоровой на кинофестивалях «Созвездие» и Памяти Шукшина, специальный приз на МКФ в Омане в 2008 году.
Рейтинг фильма на сайте Кинопоиск несмотря на неудачный прокат достаточно высок и составляет 6.085/10.

Традиционный сюжет о поездке интеллигенции «в народ» с элементами сюрреализма. — Георгий Биргер, «TimeOut»

В фильме обнаруживается любовь к крымчанам, которые благодаря безответственным политикам оказались неожиданно за пределами России. … Сюжет на первый взгляд банален. … Эту поэтическую ленту, как обычно для Валерия Пендраковского, отличает гуманизм и тщательно воссозданная атмосфера незатейливых событий. Это один из немногих фильмов, касающихся судеб маленьких людей, которые хотят жить по-новому, но часто не знают как. — Виталий Трофимов, «Вечерняя Москва»